# Karl Lamprecht
Karl Lamprecht (25. února 1856 Jessen – 10. května 1915 Lipsko) byl německý historik. Byl profesorem na univerzitě v Lipsku a byl znám především svou rolí v metodologických sporech v dějepisectví.

## Studium
Po absolvování gymnázia ve Wittenbergu studoval od r. 1874 historii na univerzitách v Göttingenu, Lipsku a Mnichově. V Göttingenu se stal členem studentského pěveckého spolku Blauen Sänger (Modrý pěvec), v Lipsku pak byl ve spojení s univerzitním pěveckým sborem sv. Pavla a v Mnichově členem Akademického pěveckého spolku.
Pod vlivem národohospodářského ekonoma Wilhelma Roschera se Lamprecht zabýval hospodářskými dějinami a promoval v r. 1878 na filozofické fakultě v Lipsku právě u Wilhelma Roschera a historika Carla von Noodena s prací o hospodářskému životě ve Francii v 11. století.
Začal sice pracovat na univerzitě jako odborný asistent, ale bez nároku na fixní plat. Proto se rozhodl pracovat jako soukromý pedagog a v roce 1879 složil státní zkoušku pro učitele středních škol. Ještě téhož roku se stal soukromým učitelem u kolínského bankéře Deichmanna. V Kolíně nad Rýnem poznal průmyslníka Gustava von Mevissena, díky jehož stipendiu mohl zkoumat hospodářské dějiny Porýní (rheinische Wirtschafsgeschichte). Roku 1881 založil spolu s Mevissenem Společnost pro rýnské dějiny (Gesellschaft für Rheinische Geschichtskunde) a po boku Felixe Hettnera, ředitele zemského muzea v Trevíru, vydával v letech 1881–1891 Westdeutsche Zeitschrift für Geschichte und Kunst (Západoněmecký časopis pro dějiny a umění).

## Profesionální kariéra
Už v roce 1880 se stihl habilitovat v Bonnu a stal se zde odborným asistentem (Privatdozent). Jeho práce zůstala nepublikována, jelikož byla dokončena pouze zčásti. V osmdesátých letech 19. stol. Lamprecht vedl ediční projekt ke kronikám německých měst (Die Chroniken der Deutschen Städte) při Historické komisi Bavorské akademie věd pod vedením Karla von Hegela. Roku 1888 byl jmenován mimořádným profesorem. V roce 1890 obdržel výzvu stát se řádným profesorem na univerzitě v Marburgu. Tu patrně odmítl, jelikož již v roce 1891 převzal v Lipsku vedení katedry pro středověké a novější dějiny. V roce 1898 založil společně s geografem Friedrichem Ratzelem historicko-geografický seminář a v akademickém roce 1910–1911 byl rektorem lipské univerzity.
V roce 1906 nastal zlom, když navrhl vytvořit seminář pro regionální dějiny a studium osídlení (Seminar für Landesgeschichte und Siedlungskunde) pod vedením Rudolfa Kötzschkeho a roku 1909 založil saský Institut pro kulturní a obecné dějiny (Institut für Kultur– und Universalgeschichte), první instituci svobodných umění v Německu, která již nebyla podřízena univerzitě, ale přímo ministerstvu.
Aktivit měl však mnohem více. Roku 1896 založil Královskou saskou komisi pro historii. Kromě toho byl také členem Všeněmeckého svazu (Alldeutscher Verband) a Společnosti pro vysokoškolskou pedagogiku (Gesselschaft für Hochschulpädagogik), jejímž byl předsedou v roce 1911.
Úzké kontakty udržoval mimo jiné s psychologem Wilhelmem Wundtem a chemikem Wilhemem Ostwaldem.

## Vědecké dílo
Na rozdíl od historickovědní metody Leopolda von Rankeho, která do té doby dominovala, zdůrazňoval Lamprecht v historické vědě význam kulturních dějin, hmotných faktorů a skupin. Převládající individualismus, myšlenka, že „velcí muži“ dějin jsou těmi významnými tvůrci dění, upevnila Lamprechta v přesvědčení, že jde naopak o jiné faktory, jako je význam věcí bezprostředně kolem nás, prostředí, v němž se pohybujeme, a především pak hospodářský vývoj. Předpokládal také, že v zákonitosti lidských dějin nelze spatřovat žádný důvod, který by popíral svobodu jednotlivce.

### Spor o historickou metodu
Spor o metodu se v 80. letech 19. stol. rozhořel v souvislosti s Lamprechtovými Dějinami Německa (Deutsche Geschichte, postupně 1891–1909), a to především proto, že se zabývaly nebo chtěly zabývat kulturními a hospodářskými dějinami. Podstatně důležitější byla však otázka, s jakým způsobem psaní dějin v rámci dodržování nových nároků, mohla jak společnost, tak také přírodní vědy, počítat. Lamprecht se domníval, že kulturní a hospodářské dějiny jsou primární otázkou, zatímco osobnosti a politika sehrávají ve společnosti až druhotnou úlohu. V Německu se tak proti jeho pojetí vytvořila opozice z řad historiků, která stále pevně bránila dosud platnou historickovědní metodu Leopolda von Rankeho (v německé historiografii jsou označováni jako Neorankeaner, Novorankeovci). Patřili mezi ně Georg von Below, Max Lenz, Felix Rachfahl nebo sociolog Max Weber – ti vyčítali Lamprechtovi nepřesně uváděné citace.
V Lamprechtově koncepci univerzálního pojetí dějin a jeho základní teorii je rozpoznatelný vliv psychologa Wilhelma Wundta. Takto Lamprecht došel k tomu, že historický vývoj národního povědomí bude periodizován podle stáří kultur (Kulturzeitaltern). Tyto fáze pak odpovídají stupňům hospodářského vývoje kultury a charakterizují se následujícím způsobem:
- symbolismus (do r. 350 n. l.) – období okupační ekonomiky
- typismus (350–1050) – období tržního vývoje přírodního hospodářství
- konvencionalismus (1050–1450) – panské přírodní hospodářství
- individualismus (1450–1700) – družstevní obchod a finanční ekonomika
- subjektivismus (od r. 1700) – finanční ekonomika, soukromý a průmyslový obchod.

V souladu s tím pak periodizoval německé dějiny podle „kulturních věků“. Lamprechtův metodologický přístup tehdejší historici naprosto odmítali, a dokonce ho osočovali. Jeho Dějiny Německa vyšly navíc dříve, než byly plně propracovány. Georg von Below byl jedním z nejsilnějších odpůrců a napsal, že musí k Lamprechtově vědecké práci „použít sekery“. Z toho důvodu byl Lamprecht v německém „cechu“ historiků v naprosté izolaci, ovšem ve Francii byla jeho koncepce kulturních dějin hodnocena velmi kladně a o něco později ovlivnila pojetí dějin v okruhu školy Annales.
V souvislosti se 100. výročím úmrtí Karla Lamprechta vydala univerzita v Lipsku obsáhlý sborník, jenž se věnuje jak jeho osobě, tak dílu, metodě a přístupu, který hájil.

## Dílo
- Deutsche Geschichte (Dějiny Německa ), dvanáct svazků a dva svazky neúplné, Berlin 1891–1909.
- Deutsche Geschichte. Dvanáct svazků v devatenácti knihách. Hermann Heyfelder & Weidmannsche Buchhandlung, Berlin 1906–1911. 1. oddíl: Urzeit und Mittelalter. Zeitalter des symbolischen, typischen und konventionellen Seelenlebens. Band 1–4. 2. oddíl: Neuere Zeit. Zeitalter des individuellen Seelenlebens. Bd. 5.1–7.2. 3. oddíl: Neueste Zeit. Zeitalter des subjektiven Seelenlebens. Bd. 8.1–11.2. Poslední svazek (Band 12): Anhang, Bibliographie, Register. Tři svazky dodatků: Zur jüngsten deutschen Vergangenheit. 1. sv.: Tonkunst – Bildende Kunst – Dichtung – Weltanschauung. 2. sv., 1. polovina: Wirtschaftsleben und soziale Entwicklung. 2. sv., 2. polovina: Innere Politik- Äußere Politik.
- Deutsches Wirtschaftsleben im Mittelalter. 3 in 4 Bänden. Dürr, Leipzig 1885/1886. Dotisk: Aalen 1969.
- Alte und neue Richtungen in der Geschichtswissenschaft. Gaertner, Leipzig 1896 (Digitalizováno; enthält: I. Über geschichtliche Auffassung und geschichtliche Methode. II. Rankes Ideenlehre und die Jungrankianer).
- Die kulturhistorische Methode. Gaertner, Berlin 1900.
- Deutsche Geschichte der jüngsten Vergangenheit und Gegenwart. 2 Bände. Weidmann, Berlin 1912/1913.
- Deutscher Aufstieg 1750–1914. Perthes, Gotha 1914.
- Rektoratserinnerungen. Hrsg. von Arthur Köhler. F. A. Perthes, Gotha 1917.
- Die Chroniken der westfälischen und niederrheinischen Städte. Dortmund, Neuß, hg. von Karl Lamprecht unter Mitarbeit von Johannes Franck, Joseph Hansen, Carl Nörrenberg und Adolf Ulrich, Bd. 1, Leipzig 1887.